# Реджина Баґґі
Реджина Баґґі (англ. Regina Buggy, 12 листопада 1959) — американська хокеїстка на траві.
Бронзова призерка Олімпійських Ігор 1984 року.